# Бачелино
Бачелино — село в Ярковском районе Тюменской области, входит в состав Аксаринского сельского поселения. Также упоминается как Бачалино.

## География
Бачелино расположено в изгибе реки Тобол. Излучина реки образуется из-за впадения в неё крупной реки Тавды.
Ближайшие населённые пункты: на юге деревня Аксарина, на северо-востоке деревня Липовка по автотрассе 71Н-2202. Районный центр — село Ярково — находится в 45 километрах к юго-юго-западу.

## История
Первое упоминание поселения на речке Кустере относится к 1622 году в Книге Тобольского уезда вверх по Тоболу письма и дозора иноземца Яна Павлоцкого да подьячего Гаврилка Ярофеева" 1622/23 г.
В 1918 году в селе велись бои между белогвардейцами (отряд Казагранди) и красными войсками.
С ноября 1947 по январь 1948 года в Бачелино прибыло около 60 семей из Литвы, чуть позже к ним добавилось ещё 10 семей. Все они устроились в казармах, начали работу на строительстве. Они построили лесопильный завод и около 30 домов.
В 1948 году литовцы из Бачелина и Верхней Каменки (Юргинский район) участвовали в работе тайной организации «Присяга в изгнании». В 1951 году 12 членов организации были арестованы, двое из них (К. Кирилл из Бачалино и Антон Кибартас из Верхней Каменки) были расстреляны, другие приговорены к 25 годам тюремного заключения. В 1957 году ссыльные стали возвращаться в Литву. В 1989—1990 годах место посетили некоторые литовцы из числа уцелевших с перевозкой захоронений в Литву.

## Население
| 2010 |
| ---- |
| 203  |